# Blepharepium maculipennis
Blepharepium maculipennis är en tvåvingeart som först beskrevs av Macquart 1855.  Blepharepium maculipennis ingår i släktet Blepharepium och familjen rovflugor. Inga underarter finns listade i Catalogue of Life.